# Kangosjärvi
Kangosjärvi är en sjö i Finland. Den ligger i kommunen Muonio i landskapet Lappland, i den norra delen av landet, 900 km norr om huvudstaden Helsingfors. Kangosjärvi ligger 218,3 meter över havet. Den är 11,17 meter djup. Arean är 5,44 kvadratkilometer och strandlinjen är 21,29 kilometer lång. Sjön  ingår i Torne älvs huvudavrinningsområde.   Den sträcker sig 5,0 kilometer i nord-sydlig riktning, och 4,5 kilometer i öst-västlig riktning.
I övrigt finns följande i Kangosjärvi:
- Peltosaari (en ö)
- Haapasaari (en ö)
- Kuusisaari (en ö)

I övrigt finns följande vid Kangosjärvi:
- Akanjoki (ett vattendrag)
- Särkijoki (ett vattendrag)